# (73) Klytia
(73) Klytia ist ein Asteroid des mittleren Hauptgürtels, der am 7. April 1862 vom US-amerikanischen Astronomen Horace Parnell Tuttle am Harvard-College-Observatorium in Massachusetts entdeckt wurde. Es war seine zweite und letzte Asteroidenentdeckung.
Der Asteroid wurde benannt nach Klytia, einer Nymphe, die von Apollon geliebt und später verachtet wurde. Sie verwandelte sich daraufhin in eine Sonnenblume. Die Benennung erfolgte durch Jonathan Ingersoll Bowditch (1806–1889) aus Boston, Mitglied des Harvard Observatory Visiting Committee.

## Wissenschaftliche Auswertung
Aus Ergebnissen der IRAS Minor Planet Survey (IMPS) wurden 1992 Angaben zu Durchmesser und Albedo für zahlreiche Asteroiden abgeleitet, darunter auch (73) Klytia, für die damals Werte von 44,4 km bzw. 0,22 erhalten wurden. Eine Auswertung von Beobachtungen durch das Projekt NEOWISE im nahen Infrarot führte 2011 zu vorläufigen Werten für den Durchmesser und die Albedo im sichtbaren Bereich von 48,9 km bzw. 0,19. Nach neuen Messungen mit NEOWISE wurden die Werte 2014 auf 44,6 km bzw. 0,22 geändert.
Photometrische Beobachtungen von (73) Klytia fanden erstmals statt am 11. und 12. Mai 1984 am Kitt-Peak-Nationalobservatorium in Arizona. Die in zwei Nächten aufgezeichnete Lichtkurve konnte nicht sicher ausgewertet werden, es wurde daher für die Rotationsperiode des Asteroiden nur eine vorsichtige Abschätzung von „13 h?“ angegeben. Eine neue Beobachtung vom 16. bis 23. Oktober 1990 am La-Silla-Observatorium in Chile ergab allerdings ein völlig abweichendes Resultat. Die in drei Nächten gemessenen Lichtkurven wurden hier zu einer Rotationsperiode von 8,297 h ausgewertet. Auch eine Messung vom 20. Februar bis 3. März 1997 an der Universität der Wissenschaften Szeged in Ungarn führte zu einem ähnlichen Wert von 8,275 h.

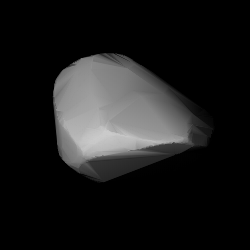
Berechnetes 3D-Modell von (73) Klytia

Mit Hilfe archivierter Lichtkurven und weiteren Beobachtungen am Observatorium Borówiec in Polen, am Observatoire des Engarouines in Frankreich, am South African Astronomical Observatory (SAAO) und am La-Silla-Observatorium aus den Jahren 1999 bis 2007 konnte in einer Untersuchung von 2008 mit der Methode der konvexen Inversion ein Gestaltmodell für den Asteroiden berechnet werden. Außerdem gelang es, zwei alternative Lösungen für die Lage der Rotationsachse mit einer prograden Rotation zu erhalten. Als Rotationsperiode wurden 8,283 h bestimmt.
Durch eine Auswertung von archivierten Lichtkurven des United States Naval Observatory in Arizona, des Projekts LONEOS, der Catalina Sky Survey und der Siding Spring Survey wurde in einer Untersuchung von 2011 ebenfalls ein Gestaltmodell und alternative Lösungen für die Position der Rotationsachse mit prograder Rotation und einer Periode von 8,28307 h berechnet. Im Jahr 2021 wurde aus archivierten Daten und photometrischen Messungen von Gaia DR2 erneut eine Rotationsachse mit prograder Rotation berechnet. Die Rotationsperiode wurde dabei zu 8,28306 h bestimmt.
Aus archivierten Daten des Asteroid Terrestrial-impact Last Alert System (ATLAS) aus dem Zeitraum 2015 bis 2018 konnte in einer Untersuchung von 2022 mit der Methode der konvexen Inversion eine Rotationsperiode von 8,28302 h berechnet werden. Im Jahr 2023 wurde aus photometrischen Messungen von Gaia DR3 erneut ein dreidimensionales Gestaltmodell des Asteroiden für zwei alternative Rotationsachsen mit prograder Rotation und einer Periode von 8,2831 h berechnet.